# بارسيغ غاناتشيان
بارسيغ غاناتشيان (بالأحرف اللاتينية Barsegh Kanachyan أو باللفظة الأرمنية الغربية Parsegh Ganatchian باللغة الأرمينية Բարսեղ Կանաչեան) (ولد في رودوستو بـالسلطنة العثمانية عام 1885 - توفي في بيروت، لبنان عام 1967)، موسيقار أرمني - لبناني، مؤلف موسيقي، وقائد أوركسترا وجوقات موسيقية. من ضمن مؤلفاته المشهورة النشيد الوطني الأرمني «مير هايرينيك» (بالأحرف اللاتينية Mer Hayrenik باللغة الأرمنية Մեր Հայրենիք)، وأيضا التهويدة الأرمنية المشهورة «أورور إم بالاس».اول موزع للنشيد الوطني اللبناني و السوري والتي قدمتها جوقة 《كوسان》 لاول مرة في مناطق لبنان و مناطق سوريا.
ولد في مدينة رودوستو عام 1885، وانتقلت عائلته إلى إسطنبول عام 1888. تابع دراسات في الموسيقى، والتلحين وقيادة الفرق الموسيقية في إسطنبول، فارنا، بوخارست وباريس. تعرّق على الموسيقي الأرمني مؤسس جوقة 《كوسان》 كوميداس عام 1910، وقدّم حفلة موسيقية له عام 1919. أسس «أوركسترا كنار» (باللغة الأرمنية Քնար) و اوصل الجوقة الموسيقية «كوسان» (بالأرمنية Գուսան) الى بيروت عاصمة لبنان. 
عام 1928 انتقل إلى نيقوسيا، قبرص حيث علّم الموسيقى في مؤسسة ملكونيان التربوية، ومن ثم إلى لبنان حيث علّم في «معهد نيشان بالاندجيان» في بيروت. كما أسس في لبنان الجوقة الأرمنية «كوسان» عام 1932 واستمر في قيادة الفرقة المتخصصة بالأغاني الأرمنية التراثية والحديثة حتى عام 1961. قلّده رئيس الجمهورية اللبنانية وسام الأرز من الدرجة الأولى في قصر الونيسكو في بيروتسنة ١٩٥٧. توفي عام 1967 ودفن في مدفن الشعب الارمني اللبناني في فرن الشباك امام كنيسة القديس اسطفانوس و الذي صار مكان زيارة اعضاء جوقة 《كوسان》. تابعت جوقة 《كوسان》 اعمالها بعد وفاته عبر جهود الدكتور الماجيان و من ثم الاستاذ كيفورك كانداهاريان. و الجوقة لم تتوقف الى يومنا هذا من كوميداس المؤسس حتى الان بقيادة المايسترو كريكور الوزيان.
جمعية هاماسكايين الثقافية الأرمنية  افتتحت معهدا موسيقيا وفنيا باسمه في لبنان عام ١٩٨٣.

## أعماله
من أعمال غاناتشيان الكورالي التي قدمتها جوقة 《كوسان》 هي العمل الموسيقي البارز المسمى «نانور» (بالأرمنية: Նանոր)‏ الملحمي والدرامي، ويعد من الأعمال الشهيرة لفن الكورال الكلاسيكي الأرمني.و هو وصف لجموع الحجاج الذين خرجوا من منازلهم و اتوا الى دير موش الذي على اسم القديس يوحنا السابق المعمدان (بالارمنية: Մշոյ Սուրբ Կարապետ) و فيها وصف و طلبات و دعاءات و صلاة فغناء فرقص و من ثم منال للطلبات و احتفال حجي في محيط الدير العامر في موش سهل ارمينيا الغربية قرب ساسون و بحيرة فان عاصمة الشعب الارمني الاول. و تنتهي الملحمة نانور باغاني احتفال و شرب خمرة الرمان الاحمر و نشكر الله على مناجاتنا و تتميم طلباتنا.

## روابط خارجية
- بارسيغ غاناتشيان على موقع ميوزك برينز (الإنجليزية)